# Gack
Gack (niem. Kolonie Berkenbrügge) – kolonia w Polsce położona w województwie zachodniopomorskim, w powiecie choszczeńskim, w gminie Drawno. W latach 1975–1998 miejscowość administracyjnie należała do województwa gorzowskiego. W roku 2007 kolonia liczyła 17 mieszkańców. Kolonia wchodzi w skład sołectwa Brzeziny. 

## Geografia
Kolonia leży ok. 2 km na wschód od Brzezin.